# Kim Leadbeater
Kim Michele Leadbeater, née le 1er mai 1976 à Heckmondwike, est une femme politique britannique, membre du Parti travailliste.
Elle est députée pour Batley et Spen depuis le 1er juillet 2021.

## Jeunesse et carrière
Kim Leadbeater est née en 1976 à Heckmondwike, Yorkshire de l'Ouest, fille de Jean et Gordon, et elle est la sœur cadette de Jo Cox. Elle fréquente la Heckmondwike Grammar School et obtient un baccalauréat ès sciences (BSc) en exercice et fitness liés à la santé de l'université de Leeds Beckett en 2005 et un certificat de troisième cycle en éducation (PGCE) de l'université de Huddersfield en 2008.
Avant de s'engager en politique, Kim Leadbeater est chargée de cours en santé physique au Bradford College et travaille comme coach sportif.

### Carrière politique
Le 23 mai 2021, Kim Leadbeater est sélectionnée comme candidate du Parti travailliste à l'élection partielle de Batley et Spen. Sa sœur aînée, Jo Cox, a été députée de la circonscription de mai 2015 jusqu'à son assassinat en juin 2016. Lors de sa sélection, Kim Leadbeater déclare qu'elle est « la candidate que les conservateurs craignent ». Sa sélection s'est avérée controversée, car Kim Leadbeater a été sélectionnée alors qu'elle n'avait rejoint le parti que quelques semaines avant, la règle exigeant que les candidats soient membres du parti pendant un an avant d'être nommés. Elle est élue députée pour Batley et Spen le 1er juillet 2021, avec une majorité de 323 voix.

## Vie privée
Kim Leadbeater vit à Gomersal, Kirklees, avec sa partenaire Claire.
En 2018, Kim Leadbeater reçoit le millième prix Points of Light du Royaume-Uni de la Première ministre Theresa May pour avoir « rejeté la haine qui a marqué le meurtre de sa sœur pour poursuivre le travail de Jo et garantir que la détermination de Jo à changer le monde a survécu ». Lors des honneurs du Nouvel An 2021, Kim Leadbeater est nommée membre de l'ordre de l'Empire britannique (MBE) comme « ambassadrice, de la Jo Cox Foundation et présidente, More in Common Batley and Spen ».